# Frederiksberg Boldklub
Frederiksberg Boldklub (forkortet FB) er en fodboldklub på Frederiksberg i København, stiftet 29. september 1912 med både et sportsligt og et socialt sigte.
Klubben har træningsbaner på Peter Bangs Vej og Jens Jessens Vej bag K.B. Hallen, hvor også F.C. København træner. Endvidere afvikles både turneringer og kampe i Frederiksberg Idrætspark.
For netop sit sociale arbejde med ressourcesvage og flygtninge blev klubben hædret af DBU som Årets Fodboldklub 2019. De bemærkes bl.a., at de i samarbejde med Dansk Flygtningehjælp har oprettet et hold bestående af flygtninge.

## Æresmedlemmer
- 1928 Orla Hardestoft - da han stoppede som formand.
- 1928 Jens Meinike - da han også stoppede i bestyrelsen.
- 1937 Valdemar Thomassen ved 25 års jubilæet.
- 1937 Zenius Lantow som var kasserer fra 1919-1952. Modtager af DIF's Guldnål
- 1960 Erik Miltoft - Ungdomstræner 20 år i træk
- 1961 C. F. Wendelboe - Tidligere næstformand
- 1964 Anders Hansen
- 1967 Emil Sørensen - klubbens formand i 39 år. Indstillet af FB's Venner for 25 år i bestyrelsen
- 1967 Keld Hansen - Indstillet af FB's Venner for 25 år i bestyrelsen
- 2009 Knud Petersen - Kasserer fra 1958-1965
- 2012 Henrik Noer
- 2012 Jørgen Andersen - Kasserer
- 2016 Jørgen Mortensen - Tidligere formand for FB og FB Fonden mm.

## Resultater
De sportslige resultater for klubbens førstehold i Danmarksturneringen og de lokale serier under DBU København igennem årene:
| N. | Række                        | Nr.       | Statistik        | Topscorer                     | Bem.       |
| 5 | Københavnsserien, 13/14      | 6. plads  | 26-10-7-9 46-39  | Toke Hyldgaard Hansen, 20 mål |            |
| 5 | Københavnsserien, 12/13      | 3. plads  | 26-14-7-5 51-36  | Toke Hyldgaard Hansen, 17 mål |            |
| 4 | Danmarksserien, 11/12        | 12. plads | 26-6-8-12 41-55  | Dennis Thorvardarson, 13 mål  | Nedrykning |
| 4 | Danmarksserien, 10/11        | 6. plads  | 26-11-6-9 41-35  | Nicolaj Harms, 8 mål          |            |
| 4 | Danmarksserien, 09/10        | 5. plads  | 26-11-3-12 39-54 | Lars Brøgger Hansen, 9 mål    |            |
| 5 | Københavnsserien, forår 2009 | 2. plads  | 13-10-0-3 26-23  | i/t                           | Oprykning  |
| i/t: Ikke tilgængelig, N.: Rækkens niveau i den pågældende sæson, Nr.: Slutplacering, Bem.: Bemærkning(er) |                              |           |                  |                               |            |